# Qustul
Qustul is een archeologische locatie in Neder-Nubië, ten noorden van de 2e cataract in Egypte en direct aan de grens met Soedan. De locatie lag aan de oostkant van de Nijl en werd, zoals veel historische plaatsen, na de bouw van de Aswandam in de vroege jaren 70 onder water gezet door het Nassermeer. In Qustul werd in de jaren dertig een begraafplaats ontdekt die toebehoorde aan de Ballanacultuur (350-600 n.Chr.), en begin jaren zestig graven van  de A-groepcultuur (3800-3100 v.Chr.) ontdekt.

## A-groepcultuur
Qustul was het vestigingscentrum van de A-groepcultuur. Vanaf 1962 werden onder leiding van Keith C. Seele van het Chicago Oriental Institute 33 graven opgegraven in het gebied van de "Cemetery L". Hieronder waren 12 graven die vanwege hun grootte en rijkdom aan grafgiften als koningsgraven werden beschouwd, vergelijkbaar met de necropolis van het predynastische Hierakonpolis. Geen van de heersers is bij naam bekend. De graven werden al in de oudheid geplunderd. Er is aardewerk van lokale productie bewaard gebleven, waaronder een groot aantal eivormige vaten met geometrische patronen. Het feit dat deze vaten in gewone graven praktisch niet voorkwamen, suggereert hun speciale belang en exclusief gebruik. Daarnaast werd geïmporteerd met hiërogliefen gedecoreerd aardewerk, sieraden en cultusvoorwerpen gevonden. Een stenen wierookvat met cilindrische rand waarin figuren zijn uitgesneden trok in het bijzonder de aandacht, met waarschijnlijk de vroegste voorstelling van een koning in het Nijldal.  
De A-groepcultuur verschilde duidelijk van de culturen van het oude Egypte. Hun ondergang of terugkeer naar een nomadische manier van leven werd waarschijnlijk veroorzaakt door de machtsconsolidatie van de 1e Egyptische dynastie.

## Ballanacultuur
Als onderdeel van de Oxford-expeditie naar Nubië van 1929-1934 werden in 1931 onder leiding van Walter Bryan Emery en zijn assistent Laurence Kirwan 61 graven onderzocht. Dit waren grote grafheuvels met vaak meerdere kamers, te bereiken via een gang naar beneden.
Sommige van deze imposante graven waren goed bewaard gebleven, ten dele niet geplunderd en met rijke grafgiften. Ze behoorden toe aan plaatselijke koningen en andere aristocraten. Het grootste gevonden graf kreeg het nummer Q3. Dit koninklijk graf bestond uit acht kamers, en was het enige graf met een kamer van bakstenen. De eigenlijke grafkamer was geplunderd, maar in de zijkamers en in de heuvel zelf werden talloze bijgraven gevonden, waaronder enkele paarden met rijke hoofdstellen. De gevonden voorwerpen toonden een mengeling van Meroïtisch, Egyptisch, Koptisch en laat-Romeins-Byzantijns handwerk aan, zoals met leeuwen versierde zilveren medaillons, die deel uitmaakten van een paardenhoofdstel. Een groot met ebbenhout en ivoor ingelegd tabula lusoria genaamd bordspel was lokaal gemaakt en leek op Meroïtische objecten. Het spel was wijdverbreid en werd vooral in Rome gewaardeerd. 
Er wordt aangenomen dat Qustul de vroege begraafplaats was van de koningen van Nobatia. De graven dateren uit de periode tussen 400 en 600 na Christus, de tijd na de val van het Meroïtische rijk en voordat Nobatia zich had gevestigd als de meest noordelijke van de drie christelijke Nubische koninkrijken. Laurence Kirwan verkortte de periode tot het einde van de 4e tot het einde van de 5e eeuw en beschouwde de graven van Qustul als ouder dan de Ballana-begraafplaats aan de westkant van de Nijl. Het graf Q14 bevatte een bronzen munt van de Romeinse keizer Valens (r. 364-378), hetgeen van belang is voor de datering. De vroege datering rond 370, dus kort na de Meroïtische periode, wordt ondersteund door vondsten van speerpunten met Meroïtisch schrift. Graf Q3 bevatte zilveren luxegoederen geïmporteerd uit Egypte die werden vervaardigd in de jaren 370.
László Török stelde op basis van de grafvondsten en vergelijkingen van de vormen van de graven van Qustul en Ballana een voorlopige chronologie voor, volgens welke de jongste graven in Qustul, het koninklijke graf Q2 en het aristocratische graf Q48, in de vijfde generatie rond 410 werden gebouwd. Zonder culturele onderbreking werden de volgende generaties van koningen vanaf de jaren 420 in Ballana begraven. De laatste begrafenissen daar vonden plaats kort voor 500 AD.